# Ройково
Ройково — деревня в Октябрьском районе Курской области России. Входит в состав Черницынского сельсовета.

## География
Деревня находится в центральной части Курской области, в пределах Среднерусской возвышенности, в лесостепной зоне, на обоих берегах реки Сейм, к северу от автодороги 38К-017, на расстоянии примерно 2 километров (по прямой) к востоку-северо-востоку от Прямицына, административного центра района.

### Улицы
В деревне улицы: Благодатная, Давыдова, Дорохова, Ермолова, Макарова, Неверовского, Платова, Раевского, Румянцева, Самсонова, Сеславина, Скобелева и Уварова.

### Климат
Климат характеризуется как умеренно континентальный, с тёплым летом и умеренно холодной зимой. Среднегодовая температура воздуха — 5,7 °С. Средняя температура воздуха самого тёплого месяца (июля) — 18,7 °C (абсолютный максимум — 37 °С); самого холодного (января) — −9,3 °C (абсолютный минимум — −38 °С). Безморозный период длится около 152 дней в году. Среднегодовое количество атмосферных осадков составляет 563 мм, из которых большая часть выпадает в тёплый период. Снежный покров держится в течение 110—120 дней.

### Часовой пояс
Деревня Ройково, как и вся Курская область, находится в часовой зоне МСК (московское время). Смещение применяемого времени относительно UTC составляет +3:00.

## Население
| 2002 | 2010 |
| ---- | ---- |
| 334  | ↗335 |

### Половой состав
По данным Всероссийской переписи населения 2010 года в половой структуре населения мужчины составляли 46 %, женщины — соответственно 54 %.

### Национальный состав
Согласно результатам переписи 2002 года, в национальной структуре населения русские составляли 94 %.

## Инфраструктура
Личное подсобное хозяйство. В деревне 140 домов.

## Транспорт
Ройково находится в 3 км от автодороги федерального значения М2 «Крым» (часть европейского маршрута E 105), при автодорогe регионального значения 38К-017 (Курск — Льгов — Рыльск — граница с Украиной), в 2 км от автодороги межмуниципального значения 38Н-201 (М-2 «Крым» – Духовец), в 3 км от ближайшей ж/д станции Дьяконово (линия Льгов I — Курск).
В 118 км от аэропорта имени В. Г. Шухова (недалеко от Белгорода).